# Municipio de Elk River
El municipio de Elk River (en inglés: Elk River Township) es un municipio ubicado en el condado de Clinton en el estado estadounidense de Iowa. En el año 2010 tenía una población de 761 habitantes y una densidad poblacional de 5,67 personas por km².

## Geografía
El municipio de Elk River se encuentra ubicado en las coordenadas 41°59′10″N 90°13′34″O / 41.98611, -90.22611. Según la Oficina del Censo de los Estados Unidos, el municipio tiene una superficie total de 134.21 km², de la cual 118,67 km² corresponden a tierra firme y (11,58 %) 15,53 km² es agua.

## Demografía
Según el censo de 2010, había 761 personas residiendo en el municipio de Elk River. La densidad de población era de 5,67 hab./km². De los 761 habitantes, el municipio de Elk River estaba compuesto por el 99,21 % blancos, el 0,13 % eran amerindios y el 0,66 % eran de una mezcla de razas. Del total de la población el 0,53 % eran hispanos o latinos de cualquier raza.